# خفاش گوش‌دراز شمالی
خفاش گوش‌دراز شمالی (نام علمی: Myotis septentrionalis) نام یک گونه از سرده خفاش گوش‌موشی است.